# Európai Filmdíjak 2023
A 36. Európai Filmdíj-átadó ünnepséget (36th European Film Awards) 2023. december 9-én tervezik megrendezni meg az Arena Berlin rendezvényközpontban. Az eseményen a 2022. június 1. és 2023. május 31. között hivatalosan bemutatott és az Európai Filmakadémia (EFA) 4600 tagjának szavazata alapján legjobbnak ítélt európai filmalkotásokat részesítik elismerésben.
A kialakult nemzetközi helyzetre tekintettel az EFA módosította a beválogatható filmekkel kapcsolatos 2023. évi szabályzatát. Annak 1.6. pontja szerint európai útlevéllel nem rendelkező filmrendező alkotása is beválogatható, „feltéve, hogy európai menekült vagy hasonló státusszal rendelkezik, vagy Európában élt és legalább öt egymást követő éven át az európai filmiparban dolgozott”. Az 1.6.2 kiegészítéssel e szabály alkalmazása alól a Testület indokolt esetben kivételt adhat.
A nagyjátékfilmek válogatásába 40 alkotás került be 31 európai ország képviseletében. 2023-ban jelentősen javult a filmkészítők nemek közötti aránya: a beválogatott filmek 43 rendezőjéből 18 nő (42 %). Az egyes kategóriák díjra jelöltjeinek listáját november 4-én közli az EFA.
2023-ban 24 kategóriában osztottak ki díjat:
- 9 művészi kategóriában, a tagok szavazatával;
- 8 kiválóságdíj a technikai kategóriákban, zsűrizéssel;[8][9]
- 4 különdíj;
- 3 közönségdíj.[7]

A díjra jelölt nagyjátékfilmek és alkotók listáját 2023. november 8-án hozták nyilvánosságra a Sevillai Európai Filmfesztiválon.
A zsűrizéssel technikai kiválóságdíjban részesülők névsorát másfél héttel a díjátadó előtt, 2023. november 30-án ismertették.
A filmdíjátadó gálán valósággal tarolt – hat trófeát sepert be – Justine Triet francia filmrendezőnő Egy zuhanás anatómiája című alkotása, amely egyszerre rejtélyes krimi, pszichológiai horror, feszült thriller és valósághű alapokra épített családi dráma. A következő kategóriákban díjazták: az alkotás a legjobb európai film lett, Justine Triet a legjobb rendező és – Arthur Hararival együtt – a legjobb forgatókönyvíró, főszereplője, Sandra Hüller pedig a legjobb színésznő, továbbá elnyerte a legjobb vágás és az európai egyetemek díját.
Az EFA elnökének és igazgatótanácsának döntése értelmében 2023-ban Tiszteletbeli díjjal ismerték el a díszvendégként meghívott Tarr Béla magyar filmrendező és forgatókönyvíró munkásságát. Indoklásuk szerint „az Európai Filmakadémia e díjjal egy kiemelkedő rendező és egy erős politikai hangú személyiség előtt kíván tisztelegni, akit nemcsak kollégái tisztelnek mélyen, hanem a közönség is világszerte ünnepel.” Ugyancsak elismerésben részesült Vanessa Redgrave brit színésznő, aki „a film világához való egyedülálló hozzájárulása elismeréseként” kapta meg az Európai Filmakadémia életműdíját. A 87 éves művész személyesen nem jelent meg a gálán, részére a trófeát lánya, Joely Richardson vitte el, amiért egy videóüzenetben mondott köszönetet. Díszvendégként vett részt az ünnepségen Isabel Coixet spanyol filmrendező és forgatókönyvíró, aki „életműve elismeréseként” vehette át a legjobb európai teljesítményért járó díjat.

## Válogatás

### Nagyjátékfilmek
A nagyjátékfilmek válogatását két részben hozták nyilvánosságra; az első, 19 filmet tartalmazó listát 2023. augusztus 13-án tették közzé, melyet szeptember 27-én további 21 alkotással egészítettek ki.
1. A fattyú (Bastarden) – rendező: Nikolaj Arcel
2. A Goldman-ügy (Le Procès Goldman) – rendező: Cédric Kahn
3. A hó társadalma (La sociedad de la nieve) – rendező: Juan Antonio Bayona
4. A kiméra (La chimera) – rendező: Alice Rohrwacher
5. Állati királyság (Le Règne animal) – rendező: Thomas Cailley
6. A méhek húszezer fajtája (20.000 especies de abejas) – rendező: Estibaliz Urresola Solaguren
7. A mi kocsmánk (The Old Oak) – rendező: Ken Loach
8. Animal – rendező: Sofia Exarchou
9. A szénaboglyák mögött (Πίσω από τις θημωνιές) – rendező: Asimina Proedrou
10. A tanári szoba (Das Lehrerzimmer) – rendező: Ilker Çatak
11. Az eltűnt katona (The Vanishing Soldier / החייל הנעלם) – rendező: Dani Rosenberg
12. Az univerzum elmélete (Die Theorie von Allem) – rendező: Timm Kröger
13. Blaga leckéi (Уроците на Блага) – rendező: Stephan Komandarev
14. Cerrar los ojos – rendező: Víctor Erice
15. Club Zero – rendező: Jessica Hausner
16. Domakinstvo za pocetnici – rendező: Goran Stolevski
17. Egy biztonságos hely (Sigurno mjesto) – rendező: Juraj Lerotić
18. Egy zuhanás anatómiája (Anatomie d'une chute) – rendező: Justine Triet
19. Osztálykirándulás (Ekskurzija) – rendező: Una Gunjak
20. Elrabolták (Rapito) – rendező: Marco Bellocchio
21. Én vagyok a kapitány (Io Capitano) – rendező: Matteo Garrone
22. Érdekvédelmi terület (The Zone of Interest) – rendező: Jonathan Glazer
23. Lassan (Tu man nieko neprimeni) – rendező: Marija Kavtaradze
24. Hogyan szexeljünk (How To Have Sex) – rendező: Molly Manning Walker
25. Holly – rendező: Fien Troch
26. Hulló levelek (Kuolleet lehdet) – rendező: Aki Kaurismäki
27. Ízek és szenvedélyek (La Passion de Dodin Bouffant) – rendező: Tran Anh Hung
28. Kobieta z... – rendező: Małgorzata Szumowska és Michał Englert
29. Lánglelkű Katalin (Firebrand) – rendező: Karim Aïnouz
30. Femme – rendező: Sam H. Freeman, Ng Choon Ping
31. Magyarázat mindenre – rendező: Reisz Gábor
32. Најсреќниот човек на светот (The Happiest Man in the World) – rendező: Teona Strugar Mitevska
33. Ne várjatok túl sokat a világvégétől (Nu aștepta prea mult de la sfârșitul lumii) – rendező: Radu Jude
34. Paradiset brinner – rendező: Mika Gustafson
35. Rigó, rigó, szederinda (Shashvi shashvi maq'vali) – rendező: Elene Naveriani
36. Sweet Dreams – rendező: Ena Sendijarević
37. Sztepne (Степне) – rendező: Marina Anatolijivna Vroda
38. Tatami – rendező: Guy Nattiv, Zar Amir Ebrahimi
39. Tűzvörös égbolt (Roter Himmel) – rendező: Christian Petzold
40. Zöldhatár (Zielona granica) – rendező: Agnieszka Holland

### Dokumentumfilmek
2023. augusztus 30-án hozták nyilvánosságra a 14 dokumentumfilmet tartalmazó listát, melyet szeptember 28-án további egy alkotással egészítettek ki. E filmek közül szavazással kerülhetnek ki a kategória jelöltjei.
1. Anyaförd (Motherland) – rendező: Hanna Badziaka, Alexander Mihalkovich
2. Apolonia, Apolonia – rendező: Lea Glob
3. Ara la llum cau vertical – rendező: Efthymia Zymvragaki
4. Az Adamanton (Sur l'Adamant) – rendező: Nicolas Philibert
5. Die Anhörung – rendező: Lisa Gerig
6. Între revoluții – rendező: Vlad Petri
7. Négy nővér (Les filles d'Olfa) – rendező: Kaouther Ben Hania
8. Notre corp – rendező: Claire Simon
9. Orlando, ma biographie politique – rendező: Paul B. Preciado
10. Paradise – rendező: Alekszandr Abaturov
11. Smoke Sauna Sisterhood (Savvusanna sõsarad) – rendező: Anna Hints
12. Skąd dokąd – rendező: Maciek Hamela
13. We Will Not Fade Away – rendező: Alisza Kovalenko
14. Who I Am Not – rendező: Skovrán Tünde

### Rövidfilmek
A válogatásba az egyes nevező filmfesztiválok időrendjében érkeznek be a kisfilmek adatai. (Zárójelben a javaslattevő fesztiválok.)
1. 27 – rendező: Buda Flóra Anna   (75. Cannes-i Fesztivál, 2023. május 27.)
2. A Short Trip – rendező: Erenik Beqiri  (Velencei Nemzetközi Filmfesztivál, 2023. szeptember 9.)
3. AirHostess-737 – rendező: Thanasis Neofotistou  (Ciprusi Nemzetközi Rövidfilmfesztivál, 2022. október 14.)
4. Aqeronte – rendező: Manuel Muñoz Rivas  (Dramai Nemzetközi Filmfesztivál, 2023. szeptember 14.)
5. Arquitectura emocional 1959 – rendező: León Siminiani  (Valladoidi Nemzetközi Rövidfilmfesztivál, 2022. október 29.)
6. Asterión – rendező: Francesco Montagner   (Rigai Nemzetközi Filmfesztivál, 2022. október 22.)
7. Been There – rendező: Corina Schwingruber Ilic  (Locarnoi Fesztivál, 2023. augusztus 12.)
8. Cuerdas – rendező: Estibaliz Urresola Solaguren  (Go Short – Nijmegeni Nemzetközi Rövidfilmfesztivál, 2023. április 10.)
9. Das Rotorh – rendező: Paul Drey  (Tamperei Filmfesztivál, 2023. március 16.)
10. Flores del otro patio – rendező: Jorge Cadena   (Encounters Nemzetközi Rövidfilmfesztivál, Bristol, 2023. október 1.)
11. Hardly Working – rendező: Susanna Flock, Leonhard Müllner, Robin Klengel, Michael Stumpf  (Winterthuri Nemzetközi Rövidfilmfesztivál, 2022. november 13.)
12. Headspace – rendező: Aisling Byrne  (Corki Filmfesztivál, 2022. november 22.)
13. I Can See the Sun but I Can't Feel It Yet – rendező: Joseph Wilson  (Hamburgi Nemzetközi Rövidfilmfesztivál, 2023. július 24.)
14. I Think of Silences When I Think of You – rendező: Jonelle Twum  (Oberhauseni Nemzetközi Rövidfilmfesztivál, 2023. május 1.)
15. Il compleanno di Enrico – rendező: Francesco Sossai    (Curtas Vila do Conde-i Nemzetközi Filmfesztivál, 2023. július 24.)
16. Kako sem se naucila obesati perilo – rendező: Barbara Zemljič  (Szarajevói Filmfesztivál, 2023. augusztus 18.)
17. La herida luminosa – rendező: Christian Avilés  (DokuFest – Prizreni Nemzetközi Dokumentum- és Rövidfilmfesztivál, 2023. augusztus 14.)
18. La Perra – rendező: Carla Melo Gampert  (Tiranai Nemzetközi Filmfesztivál, 2023. szeptember 29.)
19. Las visitantes – rendező: Enrique Buleo  (Clermont-Ferrand-i Nemzetközi Rövidfilmfesztivál, 2023. február 4.)
20. Les Chenilles – rendező: Michelle Keserwany és Noel Keserwany  (Berlini Nemzetközi Filmfesztivál, 2023. február 27.)
21. Papa – Notes on Life and Death – rendező: Andreas Bøggild Monies  (Odense-i Nemzetközi Filmfesztivál, 2023. szeptember 7.)
22. Remember How I Used to Ride a White Horse – rendező: Ivana Bošnjak Volda és Thomas Johnson Volda  (VIS Bécsi Nemzetközi Rövidfilmfesztivál), 2023. június 6.)
23. Repetitions – rendező: Morgan Quaintance  (Rotterdami Nemzetközi Rövidfilmfesztivál, 2023. február 4.)
24. Serpêhatiyên Neqewimî – rendező: Ramazan Kılıç  (Motovuni Filmfesztivál, 2023. július 28.)
25. The Debutante – rendező: Elizabeth Hobbs  (Fekete Éjszaka Filmfesztivál, Tallin, 2022. november 26.)
26. Un corps brûlant – rendező: Lauriane Lagarde  (Uppsalai Nemzetközi Rövidfilmfesztivál, 2022. október 29.)
27. W lesie są ludzie – rendező: Szymon Ruczynski  (Krakkói Filmfesztivál, 2023. július 24.)
28. Zoon – rendező: Jonatan Schwenk  (Bilbaói Nemzetközi Dokumentum- és Rövidfilmfesztivál, 2022. november 18., valamint Leuveni Nemzetközi Rövidfilmfesztivál, 2022. december 11.)

## Díjazottak és jelöltek
| „Díjazott” – szürkéskék háttérrel   |
| „Jelölt” – világos szürke háttérrel |

### Legjobb európai film
| Magyar címe            | Eredeti címe         | Rendező           | Ország                                                         |
| ---------------------- | -------------------- | ----------------- | -------------------------------------------------------------- |
| Egy zuhanás anatómiája | Anatomie d'une chute | Justine Triet     | Franciaország                                                  |
| Én vagyok a kapitány   | Io Capitano          | Matteo Garrone    | Olaszország · Belgium                                          |
| Érdekvédelmi terület   | The Zone of Interest | Jonathan Glazer   | Egyesült Királyság · Lengyelország · Amerikai Egyesült Államok |
| Hulló levelek          | Kuolleet lehdet      | Aki Kaurismäki    | Finnország · Németország                                       |
| Zöldhatár              | Zielona granica      | Agnieszka Holland | Lengyelország · Franciaország · Csehország · Belgium           |

### Legjobb európai felfedezett – FIPRESCI díj
| Magyar címe                | Eredeti címe                  | Rendező                            | Ország                           |
| -------------------------- | ----------------------------- | ---------------------------------- | -------------------------------- |
| Hogyan szexeljünk          | How To Have Sex               | Molly Manning Walker               | Egyesült Királyság · Görögország |
| A méhek húszezer fajtája   | 20.000 especies de abejas     | Estibaliz Urresola Solagure        | Spanyolország                    |
| Egy biztonságos hely       | Sigurno mjesto                | Juraj Lerotić                      | Horvátország · Szlovénia         |
| –––                        | Lja Palisziada (Ля Палісіада) | Filip Olekszandrovics Szotnicsenko | Ukrajna                          |
| –––                        | Stille Liv                    | Malene Choi Jensen                 | Dánia                            |
| Vincentnek meg kell halnia | Vincent doit mourir           | Stéphan Castang                    | Franciaország · Belgium          |

### Legjobb európai dokumentumfilm
| Magyar címe            | Eredeti címe       | Rendező                               | Ország                                               |
| ---------------------- | ------------------ | ------------------------------------- | ---------------------------------------------------- |
| Smoke Sauna Sisterhood | Savvusanna sõsarad | Anna Hints                            | Észtország · Franciaország · Írország                |
| Anyaföld               | Motherland         | Hanna Badziaka, Alexander Mihalkovich | Svédország · Ukrajna · Norvégia                      |
| Apolonia, Apolonia     | Apolonia, Apolonia | Lea Glob                              | Dánia · Lengyelország                                |
| Az Adamanton           | Sur l'Adamant      | Nicolas Philibert                     | Franciaország · Japán                                |
| Négy nővér             | Les filles d'Olfa  | Kaouther Ben Hania                    | Franciaország · Tunézia · Németország · Szaúd-Arábia |

### Legjobb animációs film
Az Európai Filmakadémia és a CARTOON, Európai Animációs Filmszövetség képviselőiből álló vegyesbizottság e kategóriába történő jelölését 2023. október 19-én hozták nyilvánosságra.
| Magyar cím             | Eredeti cím           | Rendező                              | Ország                                                                                          |
| ---------------------- | --------------------- | ------------------------------------ | ----------------------------------------------------------------------------------------------- |
| Robotálmok             | Robot Dreams          | Pablo Berger                         | Spanyolország · Franciaország                                                                   |
| –––                    | A Greyhound of a Girl | Enzo d’Alò                           | Luxemburg · Olaszország · Írország · Egyesült Királyság · Lettország · Észtország · Németország |
| Fantasztikus Maurícius | The Amazing Maurice   | Toby Genkel                          | Németország · Egyesült Királyság                                                                |
| –––                    | Linda veut du poulet! | Chiara Malta és Sébastien Laudenbach | Franciaország · Olaszország                                                                     |
| Műanyag égbolt         | Műanyag égbolt        | Szabó Sarolta és Bánóczki Tibor      | Magyarország · Szlovákia                                                                        |

### Legjobb európai rövidfilm
Az EFA e kategóriába történő jelöléseit 2023. október 19-én hozták nyilvánosságra.
| Magyar címe | Eredeti címe          | Rendező                                                        | Ország                       |
| ----------- | --------------------- | -------------------------------------------------------------- | ---------------------------- |
| –––         | Hardly Working        | Susanna Flock, Leonhard Müllner, Robin Klengel, Michael Stumpf | Ausztria                     |
| 27          | 27                    | Buda Flóra Anna                                                | Franciaország · Magyarország |
| –––         | Aqeronte              | Manuel Muñoz Rivas                                             | Spanyolország                |
| –––         | Flores del otro patio | Jorge Cadena                                                   | Svájc · Kolumbia             |
| –––         | La herida luminosa    | Christian Avilés                                               | Spanyolország                |

### Legjobb európai rendező
| Nyertesek és jelöltek | Magyar címe            | Eredeti címe         |
| --------------------- | ---------------------- | -------------------- |
| Justine Triet         | Egy zuhanás anatómiája | Anatomie d'une chute |
| Matteo Garrone        | Én vagyok a kapitány   | Io Capitano          |
| Jonathan Glazer       | Érdekvédelmi terület   | The Zone of Interest |
| Agnieszka Holland     | Zöldhatár              | Zielona granica      |
| Aki Kaurismäki        | Hulló levelek          | Kuolleet lehdet      |

### Legjobb európai színésznő
| Nyertesek és jelöltek | Magyar címe            | Eredeti címe             |
| --------------------- | ---------------------- | ------------------------ |
| Sandra Hüller         | Egy zuhanás anatómiája | Anatomie d'une chute     |
| Leonie Benesch        | A tanári szoba         | Das Lehrerzimmer         |
| Eka Chavleishvili     | Rigó, rigó, szederinda | Shashvi shashvi maq'vali |
| Sandra Hüller         | Érdekvédelmi terület   | The Zone of Interest     |
| Alma Pöysti           | Hulló levelek          | Kuolleet lehdet          |

### Legjobb európai színész
| Nyertesek és jelöltek | Magyar címe          | Eredeti címe         |
| --------------------- | -------------------- | -------------------- |
| Mads Mikkelsen        | A fattyú             | Bastarden            |
| Christian Friedel     | Érdekvédelmi terület | The Zone of Interest |
| Josh O’Connor         | A kiméra             | La chimera           |
| Thomas Schubert       | Tűzvörös égbolt      | Roter Himmel         |
| Jussi Vatanen         | Hulló levelek        | Kuolleet lehdet      |

### Legjobb forgatókönyvíró
| Nyertesek és jelöltek                                        | Magyar címe            | Eredeti címe         |
| ------------------------------------------------------------ | ---------------------- | -------------------- |
| Justine Triet Arthur Harari                                  | Egy zuhanás anatómiája | Anatomie d'une chute |
| İlker Çatak Johannes Duncker                                 | A tanári szoba         | Das Lehrerzimmer     |
| Jonathan Glazer                                              | Érdekvédelmi terület   | The Zone of Interest |
| Agnieszka Holland Maciej Pisuk Gabriela Lazarkiewicz-Sieczko | Zöldhatár              | Zielona granica      |
| Aki Kaurismäki                                               | Hulló levelek          | Kuolleet lehdet      |

### Legjobb európai operatőr
| Díjazott       | Magyar címe | Eredeti címe | Ország                           | Megjegyzés |
| -------------- | ----------- | ------------ | -------------------------------- | ---------- |
| Rasmus Videbæk | A fattyú    | Bastarden    | Dánia · Németország · Svédország | [ 8 ]      |

### Legjobb európai vágó
| Díjazott         | Magyar címe            | Eredeti címe         | Ország        | Megjegyzés |
| ---------------- | ---------------------- | -------------------- | ------------- | ---------- |
| Laurent Sénéchal | Egy zuhanás anatómiája | Anatomie d'une chute | Franciaország | [ 8 ]      |

### Legjobb európai látványtervező
| Díjazott      | Magyar címe | Eredeti címe | Ország      | Megjegyzés |
| ------------- | ----------- | ------------ | ----------- | ---------- |
| Emita Frigato | A kiméra    | La chimera   | Olaszország | [ 8 ]      |

### Legjobb európai jelmeztervező
| Díjazott      | Magyar címe | Eredeti címe | Ország                           | Megjegyzés |
| ------------- | ----------- | ------------ | -------------------------------- | ---------- |
| Kicki Ilander | A fattyú    | Bastarden    | Dánia · Németország · Svédország | [ 8 ]      |

### Legjobb európai fodrász- és sminkmester
| Díjazott                                                            | Magyar címe     | Eredeti címe            | Ország        | Megjegyzés |
| ------------------------------------------------------------------- | --------------- | ----------------------- | ------------- | ---------- |
| Ana López-Puigcerver Belén López-Puigcerver David Marti Montse Ribé | A hó társadalma | La sociedad de la nieve | Spanyolország | [ 8 ]      |

### Legjobb európai zeneszerző
| Díjazott      | Magyar címe | Eredeti címe | Ország                                                                      | Megjegyzés |
| ------------- | ----------- | ------------ | --------------------------------------------------------------------------- | ---------- |
| Markus Binder | Club Zero   | Club Zero    | Ausztria · Egyesült Királyság · Németország · Franciaország · Dánia · Katar | [ 8 ]      |

### Legjobb európai hangzástervező
| Díjazott                  | Magyar címe          | Eredeti címe         | Ország                                                         | Megjegyzés |
| ------------------------- | -------------------- | -------------------- | -------------------------------------------------------------- | ---------- |
| Johnnie Burn Tarn Willers | Érdekvédelmi terület | The Zone of Interest | Egyesült Királyság · Lengyelország · Amerikai Egyesült Államok | [ 8 ]      |

### Legjobb európai trükkmester
| Díjazott                 | Magyar címe     | Eredeti címe            | Ország        | Megjegyzés |
| ------------------------ | --------------- | ----------------------- | ------------- | ---------- |
| Félix Bergés Laura Pedro | A hó társadalma | La sociedad de la nieve | Spanyolország | [ 8 ]      |

### Legjobb európai teljesítmény a világ filmművészetében
| Díjazott      | Foglalkozás                  | Ország        | Megjegyzés |
| ------------- | ---------------------------- | ------------- | ---------- |
| Isabel Coixet | filmrendező, forgatókönyvíró | Spanyolország | [ 14 ]     |

### Európai koprodukciós díj – Prix Eurimages
| Díjazott   | Foglalkozás  | Ország   | Megjegyzés |
| ---------- | ------------ | -------- | ---------- |
| Uljana Kim | filmproducer | Litvánia | [ 19 ]     |

### Tiszteletbeli díj
| Díjazott  | Foglalkozás | Ország       | Megjegyzés |
| --------- | ----------- | ------------ | ---------- |
| Tarr Béla | filmrendező | Magyarország | [ 12 ]     |

### Az Európai Filmakadémia életműdíja
| Díjazott         | Foglalkozás | Ország             | Megjegyzés |
| ---------------- | ----------- | ------------------ | ---------- |
| Vanessa Redgrave | színésznő   | Egyesült Királyság | [ 13 ]     |

### Európai fenntarthatósági díj – Prix Film4Climate
| Díjazott      | Foglalkozás              | Ország      | Megjegyzés |
| ------------- | ------------------------ | ----------- | ---------- |
| Güler Sabancı | a Sabancı Holding elnöke | Törökország | [ 20 ]     |

### LUX közönségdíj
A 2022. december 8-án kiválasztott és a 35. filmdíjgálán nyilvánosságra hozott öt jelölt alkotást az Európai Unió 24 hivatalos nyelvén feliratozták, majd az Unió artmozijaiban népszerűsítették és vetítették. Több mint 45 000 uniós polgár szavazott e filmekre 2022. december 11. és 2023. június 12. között. A győztes alkotást 2023. június 27-én hirdették ki az Európai Parlament strasbourgi plenáris ülésén.
| Magyar címe             | Eredeti címe        | Rendező              | Ország                      |
| ----------------------- | ------------------- | -------------------- | --------------------------- |
| Közel                   | Close               | Lukas Dhont          | Belgium                     |
| Alcarrás                | Alcarràs            | Carla Simón          | Spanyolország · Olaszország |
| A szomorúság háromszöge | Triangle of Sadness | Ruben Östlund        | Svédország                  |
| –––                     | Fogo Fátuo          | João Pedro Rodrigues | Portugália                  |
| Száraz napok            | Kurak Günler        | Emin Alper           | Törökország                 |

### Európai Filmakadémia fiatal közönség díja
| Magyar címe | Eredeti címe     | Rendező         | Ország                             |
| ----------- | ---------------- | --------------- | ---------------------------------- |
| A vadóc     | Scrapper         | Charlotte Regan | Egyesült Királyság                 |
| –––         | L'Amour du monde | Jenna Hasse     | Svájc · Franciaország · Portugália |
| –––         | One in a Million | Joya Thome      | Németország                        |

### Európai Egyetemi Filmdíj
Az Európai Filmakadémia (EFA) és a Hamburgi Filmfesztivál (Filmfest Hamburg) által közösen alapított díj jelöltjeit 2023. október 5-én hozták nyilvánosságra. 2023-ban 25 európai egyetem – köztük a Budapesti Metropolitan Egyetem – hallgatóinak szavazatai alapján ítélték oda az európai filmdíjak sorába szorosan nem tartozó elismerést. A nyertes alkotást az egyetemek egy-egy küldöttjének december eleji háromnapos találkozóján választották ki; az eredményt december 7-én tették közzé.
| Magyar címe            | Eredeti címe             | Rendező              | Ország                                                             |
| ---------------------- | ------------------------ | -------------------- | ------------------------------------------------------------------ |
| Egy zuhanás anatómiája | Anatomie d'une chute     | Justine Triet        | Franciaország                                                      |
| A tanári szoba         | Das Lehrerzimmer         | Ilker Çatak          | Németország                                                        |
| –––                    | Domaḱinstvo za početnici | Goran Stolevski      | Észak-Macedónia · Horvátország · Szerbia · Lengyelország · Koszovó |
| Hogyan szexeljünk      | How To Have Sex          | Molly Manning Walker | Egyesült Királyság · Görögország                                   |
| Zöldhatár              | Zielona granica          | Agnieszka Holland    | Lengyelország · Franciaország · Csehország · Belgium               |

## Díjátadók
Az alábbi személyek adják át a díjakat.
| Név                  | Foglalkozás                             | Tevékenység                                                           | Megj. |
| -------------------- | --------------------------------------- | --------------------------------------------------------------------- | ----- |
| Borbély Alexandra    | színésznő                               | A legjobb európai dokumentumfilm díj átadói                           |       |
| Alina Șerban         | színésznő                               | A legjobb európai dokumentumfilm díj átadói                           |       |
| Karim Aïnouz         | filmrendező                             | A Európai koprodukciós díj – Prix Eurimages átadója                   |       |
| Mia McKenna-Bruce    | színésznő                               | A legjobb európai felfedezett – FIPRESCI díj átadója                  |       |
| Melisa Minca         | stylist                                 | A Európai fenntarthatósági díj – Prix Film4Climate átadója            |       |
| Matthijs Wouter Knol | filmproducer, az EFA igazgatója         | A Memorial blokk konferansziéja                                       |       |
| Leonard Grobien      | szabadúszó filmrendező                  | A legjobb európai rendező díj átadója                                 |       |
| Branka Katić         | színésznő                               | A legjobb európai rendező díj átadója                                 |       |
| Thea Ehre            | színésznő, előadóművész                 | A legjobb európai animációs játékfilm díj átadója                     |       |
| Laia Costa           | színésznő                               | A legjobb európai teljesítmény a világ filmművészetében díj átadója   |       |
| Ana, Giordi & Ina    | középiskolások                          | Az EFA fiatal közönség díjának átadói                                 |       |
| Guslagie Malanda     | színésznő, művészeti kurátor            | A legjobb európai rövidfilm díj átadója                               |       |
| Philipp Johann Thimm | zenész                                  | A zenei blokk előadója                                                |       |
| Sandra Hüller        | színésznő                               | A legjobb európai rendező kategória alkotóinak bemutatói              |       |
| Alma Pöysti          | színésznő                               | A legjobb európai rendező kategória alkotóinak bemutatói              |       |
| Jalal Altawil        | színész                                 | A legjobb európai rendező kategória alkotóinak bemutatói              |       |
| Seydou Sarr          | színész                                 | A legjobb európai rendező kategória alkotóinak bemutatói              |       |
| Christian Friedel    | színész                                 | A legjobb európai rendező kategória alkotóinak bemutatói              |       |
| Maria Schrader       | színésznő, filmrendező, forgatókönyvíró | A legjobb európai rendező díj átadója                                 |       |
| Mike Downey          | filmproducer, az EFA ügyvezető elnöke   | A Tiszteletdíj átadója                                                |       |
| Lambert Wilson       | színész                                 | A legjobb európai színésznő és a legjobb európai színész díjak átadói |       |
| Renée Soutendijk     | színésznő                               | A legjobb európai színésznő és a legjobb európai színész díjak átadói |       |
| Agnieszka Holland    | filmrendező, EFA-elnök                  | Az EFA-életműdíjazott méltatója                                       |       |
| Stellan Skarsgård    | színész                                 | A legjobb európai film díj átadói                                     |       |
| Ariane Labed         | színésznő                               | A legjobb európai film díj átadói                                     |       |